# Inna (singel)
Inna – singel Anny Dąbrowskiej z 2004 roku.

## Ogólne informacje
Piosenka „Inna” została wydana jako ostatni singel z albumu Samotność po zmierzchu. Tekst opowiada o nastolatce wyobcowanej społecznie. Do utworu nie powstał żaden teledysk, choć stał się on sporym przebojem.

## Lista ścieżek
1. „Inna” (Radio version)
2. „Inna” (Album version)
3. „Inna” (Swing version)

## Pozycje na listach
| Lista                              | Pozycja |
| ---------------------------------- | ------- |
| 30 Ton                             | 22      |
| Lista przebojów Programu Trzeciego | 15      |
| Szczecińska Lista Przebojów        | 4       |
| Poplista                           | 3       |
| Codzienna Lista Przebojów          | 2       |